# Apicia carcearia
Apicia carcearia är en fjärilsart som beskrevs av Walker 1860. Apicia carcearia ingår i släktet Apicia och familjen mätare. Inga underarter finns listade i Catalogue of Life.